# Edward Poppe
Edward Poppe (Temse, 18 december 1890 – Moerzeke, 10 juni 1924) was een Vlaamse (Belgische) katholiek priester die in 1999 zalig werd verklaard. Zijn sterk eucharistisch georiënteerde spiritualiteit had veel invloed en hij had een groot aandeel aan de opkomst van de beweging van de Eucharistische Kruistocht. Zijn gebedenboekje Bij de kindervriend was voor zijn tijd een meesterwerkje van pedagogische aanpassing.

## Biografie

Devotieprent voor Poppe (1927)

Poppe was de zoon van een bakker. Hij liep school bij de zusters van de H. Vincentius en bij de Broeders van Liefde. Zijn humaniorastudies voltooide hij aan het Sint-Jozef-Klein-Seminarie in Sint-Niklaas, samen met onder anderen Filip De Pillecyn. In Temse was hij actief in de studentenbond Temsche Voorwaarts. Hij studeerde verder aan het seminarie in Gent en aan de Katholieke Universiteit Leuven van 1910 tot 1916 en werd op 1 mei 1916 in Gent tot priester gewijd. Hij werd benoemd als onderpastoor op de parochie Sint-Coleta, een arme wijk in Gent (1916 tot 1918). Hij bleef er nauw verbonden met de Broeders van Liefde.
Na de Eerste Wereldoorlog verhuisde hij om gezondheidsredenen naar Moerzeke waar hij rector werd van het klooster. Gedurende vier jaar, waarvan de helft te bed, richtte hij zich met woord en pen tot de gelovigen om ze alert te maken voor de zware tijden die volgens hem op handen waren, met de doorbraak van marxisme, secularisatie en materialisme.
In 1922 werd hij geestelijk leidsman van de "Centre d'Instruction pour Brancardiers Infirmiers" (C.I.B.I.). De C.I.B.I. in Leopoldsburg werd opgericht om geestelijken, die vanaf 1921 ook dienstplicht moesten vervullen, toe te laten een opleiding tot brancardier-verpleger te volgen. In 1924 stichtte hij het Karmelklooster in Leopoldsburg en bemiddelde voor de oprichting van een school door de Broeders van Liefde.
Poppe overleed op 33-jarige leeftijd in Moerzeke. Er ontstond nagenoeg onmiddellijk na zijn dood een verering rond zijn persoon en een bedevaartstroom kwam op gang naar zijn grafkapel. Velen die hem hadden ontmoet werden geraakt door zijn persoonlijkheid. Kardinaal Jozef Cardijn (stichter van de KAJ) getuigde: "Wie eens priester Poppe gesproken heeft, zal nooit de indruk ervan vergeten. Hij was een echte heilige. Men voelde dat onmiddellijk aan. Hij was een God-drager en een God-gever". Door vele priesters van de twintigste eeuw, vooral in Vlaanderen, werd hij tot voorbeeld genomen, als een eigentijdse pastoor van Ars.

## Levenshouding
Priester Poppe had voorliefde en aandacht voor de armen, de jongeren en de heiligheid van de priesters. Zijn grafschrift geeft beknopt zijn levensfilosofie weer: "Ik sterf liever dan God maar half te dienen". Enkele van zijn overwegingen: "Mij aanpassen, ik wil wel, maar ik heb er een walg van. Pater, mij aanpassen aan de bestaande gewoonten? O Jezus ik brand van verlangen om mij aan te passen aan Uw Evangelie, aan Uw raden, aan Uw voorbeeld. Aan U en aan Uw heiligen wil ik mij aanpassen ... Maar mij aanpassen aan een kleine vuige maat, niet Uw maat, hoe lastig zal dat gaan? Gij hebt toch maar één Evangelie ... Geen half Evangelie!".
Centraal in zijn leven stond de Eucharistie en het geloof dat de geconsacreerde Hostie werkelijk het "Brood des Levens" is: Christus reëel aanwezig. Dit inspireerde hem bij zijn ondersteuning van de door de norbertijnen van Averbode opgerichte Eucharistische Kruistocht voor jongeren.

## Eerbetoon
In 1945 werd het diocesaan proces geopend voor zijn zaligverklaring. In juni 1986 werd Poppe eerbiedwaardig verklaard en op 3 oktober 1999 werd hij door Paus Johannes Paulus II zalig verklaard. Zijn feestdag wordt gevierd op 10 juni.
Zowel zijn geboortehuis in Temse als het Priester Poppe-museum in Moerzeke staan open voor het publiek.
E.H. Fernand Van de Velde, die de postulator was voor zijn zaligverklaring, wijdde aan hem verschillende biografieën.
In 1954 werd het Pius X-domein afgesplitst van het park van het voormalige kasteel Nieulant, met het doel er een begraafplaats te bouwen voor priester Poppe. Architect Jozef Lantsoght uit Brugge kreeg hiervoor opdracht van het Priester Edward Poppe-comité. De bouwwerken werden aangevat op 23 oktober 1960 en op 10 september 1961 werd de Priester Poppekapel ingezegend. Op 9 september 1962 werden de stoffelijke resten van de priester overgebracht van het kerkhof achter de Sint-Martinuskerk naar de nieuwe kapel.
In 2001 kocht de Congregatie van de Broeders van Liefde het kasteeldomein in Moerzeke aan en richtte er een opleidings- en bezinningscentrum in op, onder de naam van Priester Edward Poppe.
Op 29 april 2000 werd in Temse een levensgroot beeld van Edward Poppe ingehuldigd aan de Onze-Lieve-Vrouwkerk. Het monument werd opgericht in opdracht van de vzw Parochiale Werken van Temse in samenwerking met het gemeentebestuur. Beeldhouwer Valeer Peirsman uit Temse ontwierp een figuratief, levensgroot beeld. Bovendien werd een bas-reliëf gemaakt dat het leven en de betekenis van priester Poppe uitbeeldt.
In 2019 werd in Hoboken een school opgericht, de Familiale school Edward Poppe.

## Wetenswaardigheid
- Er is een strip over hem geschreven door Jef Nys, Edward Poppe: Het schone avontuur van een bakkersjongen (1960-1961).
- In de Wijk Savelkoul in Mortsel bevindt zich een straat genaamd Priester Poppestraat.

## Galerij

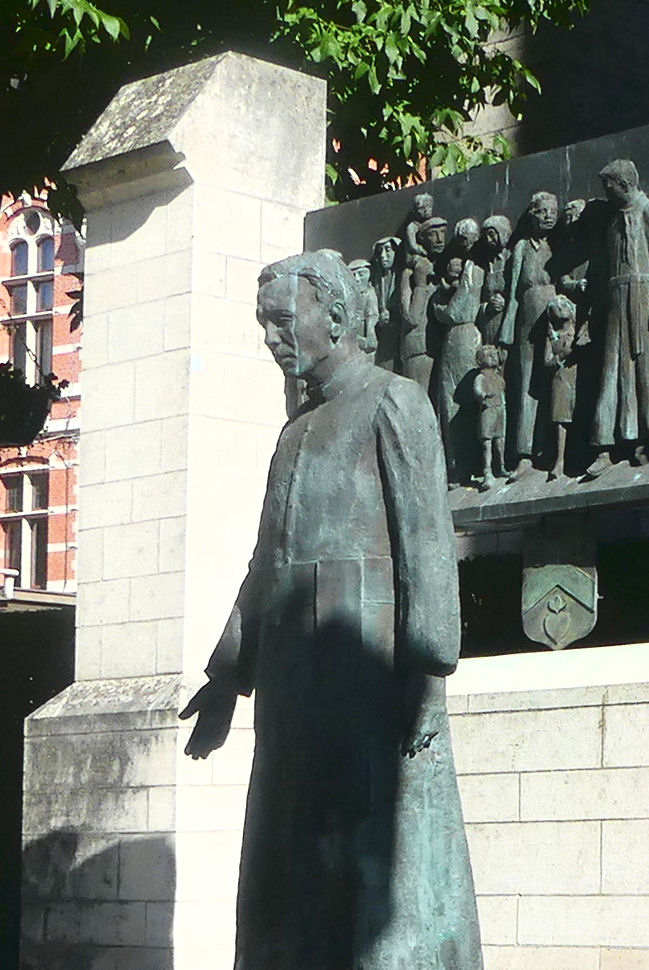
Kerk van Temse, Priester Poppe-monument in brons, door Valeer Peirsman
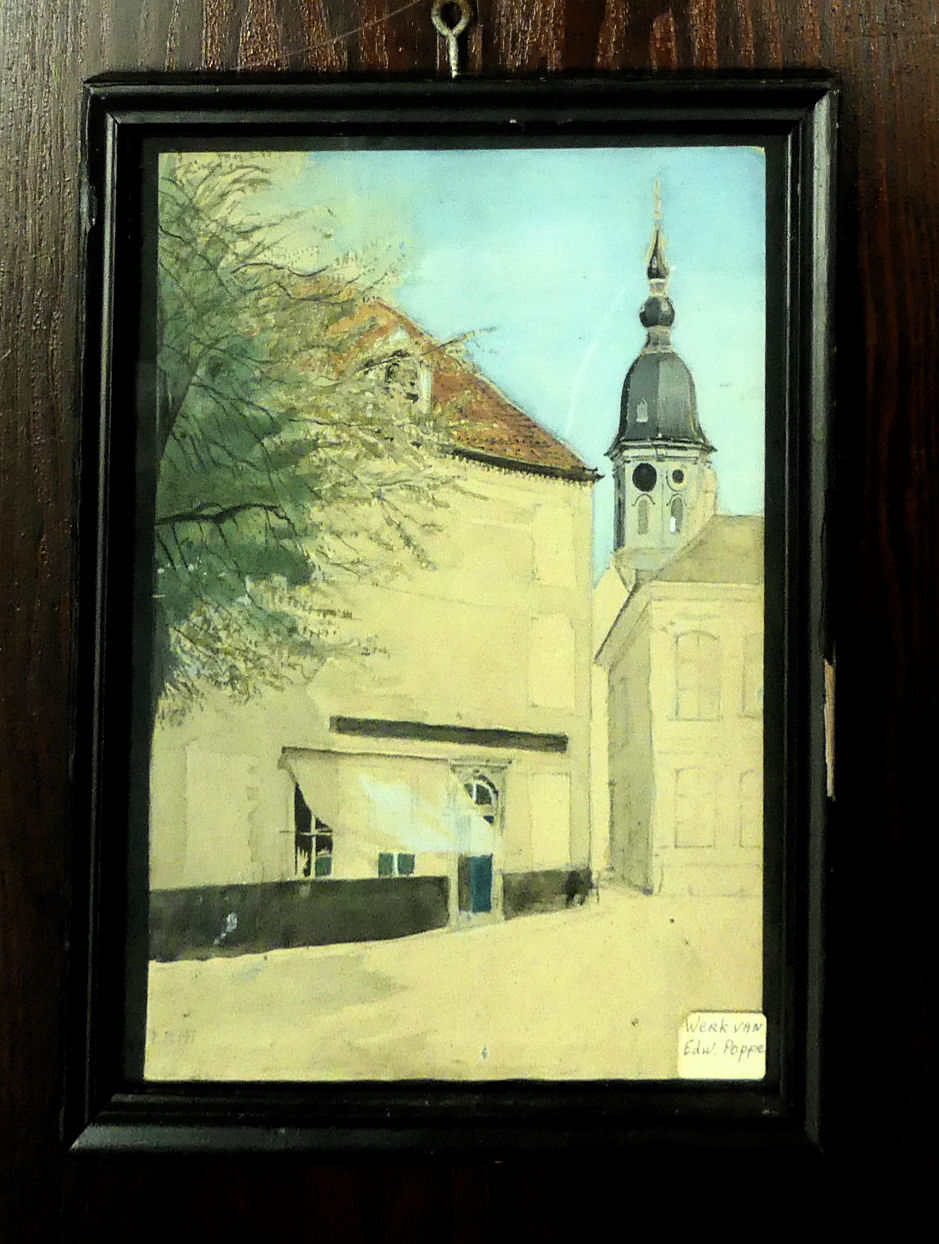
Tekening van Edward Poppe, verzameling Kerkfabriek OLV, Temse
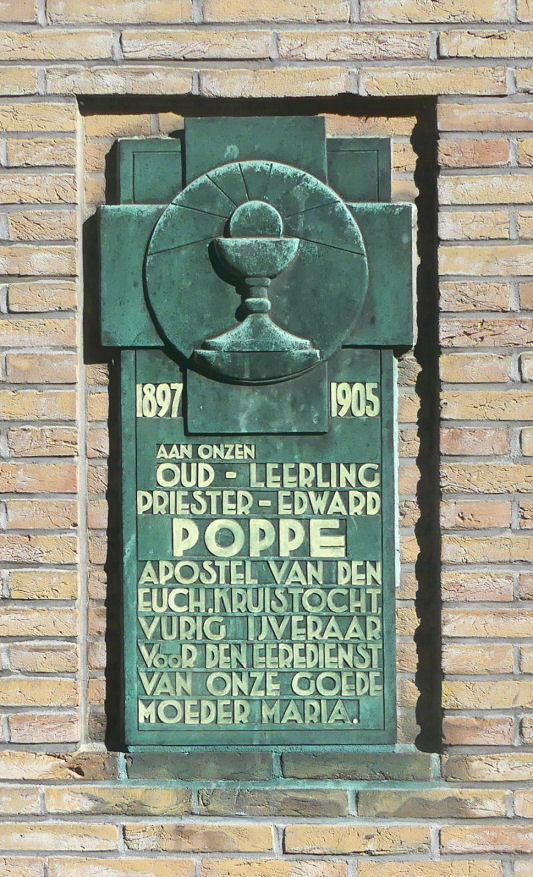
Temse, Sint-Amelbergaschool

## Werken
- Bij den Kindervriend (1922)
- Parochiewerking (1923)
- Leiding voor kinderen (1924)
- Onderhoudjes over liturgie (1925)
- Pro eis santifico me ipsum (1926)
- Geestelijke leiding (1936)
- Onder Gods oog (1951)